# Amt Seenlandschaft Waren
La comunità amministrativa di Seenlandschaft Waren (Amt Seenlandschaft Waren) si trova nel circondario della Seenplatte del Meclemburgo nel Meclemburgo-Pomerania Anteriore, in Germania.

## Suddivisione
Comprende i seguenti comuni (abitanti il 31 dicembre 2022):
1. Grabowhöfe (1 355)
2. Groß Plasten (1 039)
3. Hohen Wangelin (647)
4. Jabel (661)
5. Kargow (697)
6. Klink (1 169)
7. Klocksin (327)
8. Moltzow (906)
9. Peenehagen (1 073)
10. Schloen-Dratow (862)
11. Torgelow am See (454)
12. Vollrathsruhe (421)

Il capoluogo è Waren (Müritz), esterna al territorio della comunità amministrativa.